# Paracelsus-Medaille

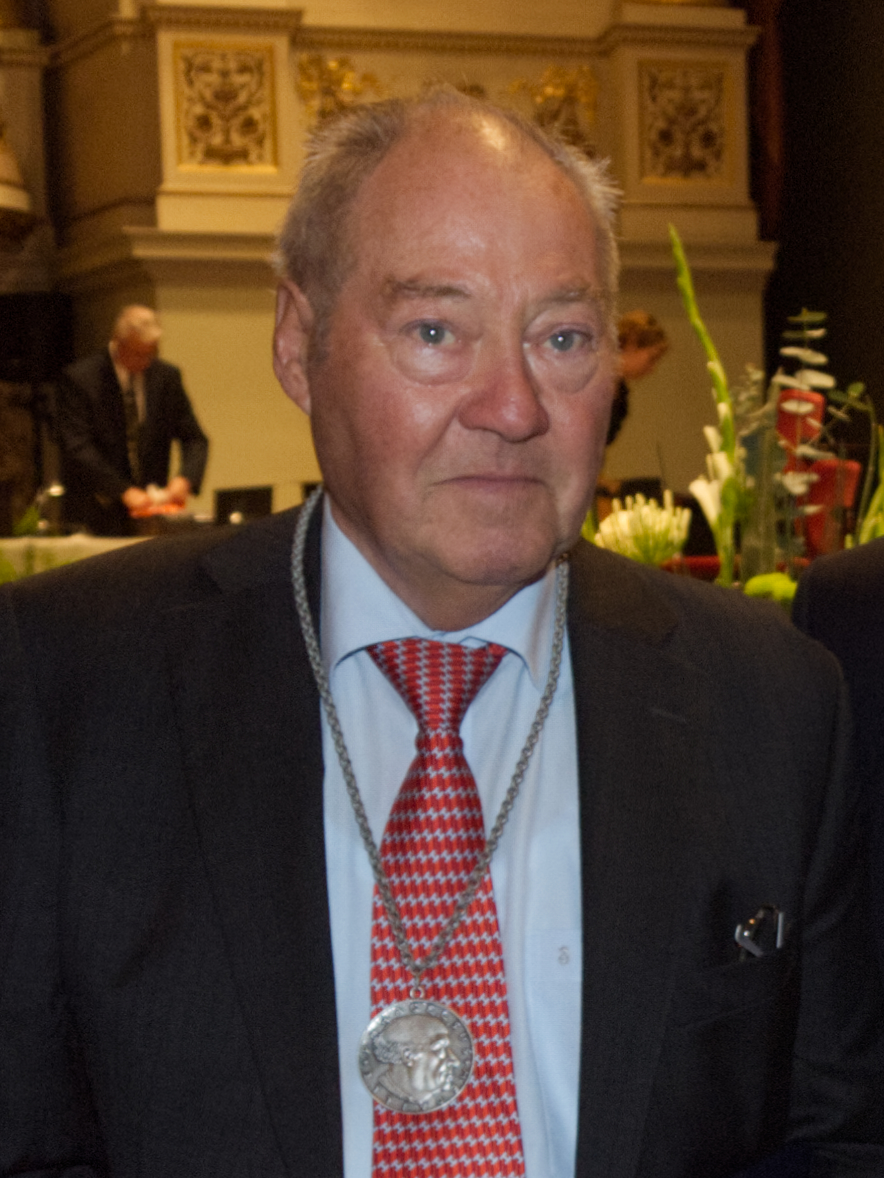
Klaus Hupe, Preisträger von 2010 mit umgehängter „Paracelsus-Medaille der deutschen Ärzteschaft“ auf dem Deutschen Ärztetag in Dresden (2010)

Die Paracelsus-Medaille der deutschen Ärzteschaft ist die höchste Auszeichnung der deutschen Ärzteschaft für verdiente Ärzte. Sie wird seit 1952 alljährlich auf dem Deutschen Ärztetag der Bundesärztekammer an zwei bis sechs Mediziner verliehen.
Mit der Medaille werden Ärzte für ihre Verdienste im Sinne Paracelsus’ geehrt, „die sich durch vorbildliche ärztliche Haltung oder durch erfolgreiche berufsständische Arbeit oder hervorragende wissenschaftliche Leistungen besondere Verdienste um das Ansehen des Arztes erworben haben.“

## Preisträger
- 1952: Albert Schweitzer, August Heisler, Albert Dietrich
- 1953: Max Nonne, Willy Hellpach, Karl Stoevesandt, Herbert Siegmund
- 1954: Wolfgang Heubner, Ottmar Kohler, Ludwig Sievers, Karl Haedenkamp
- 1955: Friedrich Thieding, Richard Siebeck, Hildegarde Haslinger
- 1956: Max Bürger, Hans Carossa, Carl Oelemann
- 1957: Paul Martini, Günther Huwer, Paul Linsmann
- 1958: Hans Schulten, Ludwig Diem, Richard Hammer
- 1959: Hans Neuffer, Bernhard de Rudder
- 1960: Walter Stoeckel, Louis H. Bauer, Curt Emmrich
- 1961: Heinrich Martius, Siegfried Rosenbaum, Viktoria Steinbiß
- 1962: Georg Benno Gruber, Grete Albrecht, Theodor Joedicke, Berthold Rodewald
- 1963: Theodor Dobler, Ferdinand Hoff
- 1964: Heinrich Gottron, Paul Petersilie, Gustav Sondermann, Friedrich Völlinger
- 1965: Elinor Hubert, Werner Koll, Fritz Neuenzeit, Bernhard Villinger
- 1966: Friedrich Pauwels, Hans Kleinschmidt, Rudolf Weise, Konrad Bihl
- 1967: Rudolf Nissen, Bruno Hering, Max Obé
- 1968: Wilhelm Tönnis, Max Gänsslen, Franz Mündel
- 1969: Rudolf Schoen, Friedrich Voges, Werner Röken, Paul Schroeder, Gerhard Jungmann
- 1970: Paul Eckel, Martin Thomsen, Grete Thomsen, Gustav Hopf
- 1971: Carl Erich Alken, Franz Büchner, Albert Schretzenmayr
- 1972: Gerhard Küntscher, Karl Schuchardt, Josef Seidl
- 1973: Alfred Consten, Robert Schimrigk, Horst Habs
- 1974: Lena Ohnesorge, Heinrich Brügger, Peter Sachse
- 1975: Bernhard Degenhard, Ernst Fromm, Rudolf Soenning, Hermann Zwecker, Alkmar von Kügelgen
- 1976: Hans Erhard Bock, Ernst Derra, Hermann Hoepke, Hugo Wilhelm Knipping, Heinz Schauwecker
- 1977: Elisabeth Alletag-Held, Reinhard Aschenbrenner, Günther Haenisch
- 1978: Werner Haupt, Hermann Mai, Fritz Rehbein
- 1979: Erich Hein, Julius Berendes, Wilhelm Schneider
- 1980: Josef Stockhausen, Rolf Schlögell, Rudolf Zenker, Franz Grosse-Brockhoff
- 1981: Hermann Kerger, Heinz Kirchhoff, Hubertus Werner
- 1982: Hermann Goecke, Friedrich-Wilhelm Koch, Fritz Linder
- 1983: Wilhelm Heim, Hans Kuhlendahl, Erwin Stetter
- 1984: Franz Gross, Hans Graf von Lehndorff, Hansjakob Mattern
- 1985: Wilhelm Doerr, Otto Lippross, Kaspar Roos
- 1986: Ernst Custodis, Helmut E. Ehrhardt, Hans Wolf Muschallik
- 1987: Eugen Goßner, Walter Kreienberg, Herbert Micka, Hanns Peter Wolff
- 1988: Hermann Braun, Rudolf Gross, Hans Schaefer
- 1989: Erich Graßl, Heinrich Schipperges, Ernst-Eberhard Weinhold
- 1990: Wilhelm Baldus, Hedda Heuser-Schreiber, Peter Stoll
- 1991: Hans Hornbostel, Gotthard Schettler, Wilhelm Theopold
- 1992: Friedrich Loew, Gustav Osterwald, Hans Joachim Sewering
- 1993: Sabine von Kleist, Klaus Dehler, Wolfgang Schega, Edgar Ungeheuer
- 1994: Horst Bourmer, Paul Erwin Odenbach, Fritz Scheler, Paul Schölmerich
- 1995: Ernst Unger, Manuel Eugénio Machado Macedo, Heinz Losse, Ingeborg Retzlaff
- 1996: Helmuth Klotz, Karl-Heinz Schriefers, Hans-Stephan Stender, André Wynen
- 1997: Michael Arnold, Wilfried Fitting, Jacques Robert Marie Moulin, Horst Joachim Rheindorf, Otto Scholz
- 1998: Hans Engelhard, Kurt-Alphons Jochheim, Fritz Kemper
- 1999: Klaus-Ditmar Bachmann, Willi Heine, Gerhard Löwenstein, Wolfgang Schmidt
- 2000: Franz Carl Loch, Ruth Mattheis, Dietrich Rössler, Karsten Vilmar
- 2001: Walter Brandstädter, Ingeborg Falck, Klaus Hellmann
- 2002: Georg Holfelder, Wildor Hollmann, Hanns Gotthard Lasch, Ruprecht Zwirner
- 2003: Horst Buck-Gramcko, Hans Hege, Hellmut Mehnert
- 2004: Ursula Auerswald, Gert Carstensen, Ingrid Hasselblatt-Diedrich, Wolfgang Mangold, Cicely Mary Strode Saunders, Klaus Springfeld
- 2005: Heinz Diettrich, Jürgen Hammerstein, Heinz Pichlmaier
- 2006: Eggert Beleites, Wilhelm Ertz, Erwin Kuntz, Carl Schirren
- 2007: Ellen Müller-Dethard, Bruno Müller-Oerlinghausen, Otto Schloßer, Hans-Jürgen Thomas
- 2008: Fritz Beske, Heyo Eckel, Siegmund Kalinski, Horst-Eberhard Richter
- 2009: Rolf Bialas, Theodor Hellbrügge, Fritz Kümmerle, Ernst Rebentisch
- 2010: Albrecht Encke, Klaus Hupe, Alfred Möhrle, Eduard Seidler, Hellmut Koch
- 2011: Heinz Angstwurm, Gisela Fischer, Herbert Britz, Ulrich Gottstein
- 2012: Jörg-Dietrich Hoppe, Joachim Koch, Winrich Mothes, Hans-Bernhard Wuermeling
- 2013: Siegfried Borelli, Hermann Hepp, Christel Taube, Hans-Joachim Woitowitz
- 2014: Gisela Albrecht, Otto Bach, Volker Diehl, Gerhard Trabert
- 2015: Waltraut Kruse, Hansjörg Melchior, Dieter Mitrenga, Peter C. Scriba
- 2016: Friedrich-Wilhelm Kolkmann, Nib Soehendra, Tankred Stöbe, Jan Schulze
- 2017: Monika Hauser, Günter Stein, Birgit Weihrauch, Klaus-Dieter Wurche
- 2018: Margita Bert, Hans Georg Borst, Felix Zintl
- 2019: Ingo Flenker, Marianne Koch, Armin Rost
- 2020: Ursula Stüwe, Ute Otten, Stephan Letzel
- 2021: Michael von Cranach, Christoph Fuchs, Viola Hach-Wunderle, Li Wenliang
- 2022: Detlev Ganten, Heidrun Gitter, Helmut Peters
- 2023: Leon Weintraub, Cornelia Goesmann, Claus Vogel
- 2024: Astrid Bühren, René Gottschalk, Hans Lippert
- 2025: Martin Exner, Vera Regitz-Zagrosek, Klaus Scheuch

## Quelle
- Liste der Preisträger